# Monochamus aparus
Monochamus aparus är en skalbaggsart som först beskrevs av Jordan 1903.  Monochamus aparus ingår i släktet Monochamus och familjen långhorningar.
Artens utbredningsområde är Gabon. Inga underarter finns listade i Catalogue of Life.